# Стоматологические диагнозы

## МКБ
МКБ — это универсальная система, разработанная Всемирной организацией здравоохранения для классификации и кодирования различных заболеваний и медицинских состояний. Она была создана специально для обмена информацией между врачами и учреждениями, используется в медицинской практике, статистике здравоохранения.
В МКБ каждое заболевание имеет свой уникальный код, который состоит из буквы и цифр, они подразделяются на разделы, группирующие болезни по системам органов.
В стоматологии используются коды из раздела Класс XI: «Болезни органов пищеварения». В этом разделе заболевания для области стоматологии имеют свои отдельные подкатегории и, как правило, они общие или нагружены излишними подробностями. Для стоматолога мало просто общих понятий, нужны уточнения, для предоставления качественного лечения.

## Ереванская классификация стоматологических заболеваний
В стоматологической практике активно применяется Ереванская классификация, которая позволяет учитывать большее количества параметров аномалий. В то время как в МКБ такие аспекты затрагиваются поверхностно, в рамках нескольких кодов. Подробное описание анатомических особенностей позволяет более точно диагностировать проблему.
Ереванская классификация удобная для составления диагноза в повседневной клинической практике: без размытых понятий и общих фраз, что позволяет формировать детализированный план лечения. МКБ ограничивается кодами, которые не всегда позволяют детализировать случаи различных патологий. Жесткая структура кодов не учитывает индивидуальные особенности в полном объеме.

## Кариес
Рассмотрим на конкретных примерах. Заболевание: Кариес в МКБ классифицируется, как: кариес дентина, цемента, арестованный (остановившийся), вторичный, другие формы и неуточнённый кариес.
Ереванская классификация кариеса более детализированная и включает особенности течения заболевания. Например, происходит деление по локализации, глубине поражения, по течению заболевания, по возрастным особенностям.
По локализации кариес классифицируется на: фиссурный, пришеечный, межзубный. По глубине поражения: начальный, выраженный в форме пятна, поверхностный, средний, глубокий. По течению заболевания: острое, хроническое, арестованное. По возрастным особенностям: детский, подростковый, взрослый.

## Гипоплазия эмали
Рассмотрим другое заболевание – гипоплазия эмали. В МКБ — это заболевание кодируется под разделом: «Нарушение развития твердых тканей зубов». Данный раздел включает в себя врожденные и приобретенные формы гипоплазии. В нем не уточняются степень поражения, локализация и характер изменений.
Ереванская система имеет более детализированный подход к диагностике. Она классифицирует данное заболевание по ряду параметров. Например, по происхождению ведется деление на системную и локальную гипоплазию.
Системное заболевание относится к поражению нескольких зубов. Ее возникновение обусловлено общими факторами: наличием инфекции, недостатком витаминов, при беременности – токсикозом. Локальная гипоплазия зачастую связана с травмой или инфекцией зубного зачатка.
По форме проявления в системе определяются: линии эмали, они находятся на поверхности или имеют характер штрихов. Выделяется пятнистая форма по цвету: белые или желтоватые пятна. Если видны углубления на поверхности эмали, то это относится к ямочной форме. Различается и грубая форма, когда прослеживаются значительные разрушения или эмаль вовсе отсутствует в отдельных местах.
По степени тяжести заболевание делиться на стадии: легкая (незаметные изменения), средняя (видны дефекты), тяжелая (значительные нарушения). По возрасту возникновения: внутриутробная, постнатальная (детская) гипоплазия.
По функциональным последствиям: без нарушения функции, с нарушением функции: высокая чувствительность, трудности при жевании.  Из вышеописанного видно, что заболевание представлено более подробно.

## Периодонтит
Рассмотрим такое заболевание, как: периодонтит - воспалительное заболевание тканей, окружающих корень зуба. Оно может иметь разные причины, течение и клинические проявления.
В МКБ приводятся данные по хроническому апикальному периодонтиту. Он предполагает длительное воспаление тканей в области корня зуба. И приводится «Абсцесс периодонта» - он включает острые гнойные процессы в тканях. Этот подход полностью не раскрывает детали клинического течения или локализацию болезни.
В Ереванской же системе это заболевание изложено более подробно и ориентировано на клиническую практику. В системе раскрываются не только причины и формы, но и стадии воспалительного процесса. Это очень важно для диагностических мероприятий и непосредственного лечения.
В Ереванской трактовке периодонтит делится на следующие группы. По клиническому течению на: острый с подкатегориями: серозный, гнойный. Хронический делится на фиброзный, гранулирующий, гранулематозный. По локализации воспаления на: апикальный, маргинальный, периодонтит средней трети корня. По этиологии: инфекционный, бактериальный, травматический, медикаментозный. По степени распространённости: ограниченный, диффузный. По осложнениям: без и с осложнениями. К осложнениям относятся: абсцесс, флегмона, киста, остеомиелит. По возрастным особенностям: молочных и постоянных зубов. Из вышеописанного видно какую развернутую классификацию заболеваний используют стоматологи и насколько сжаты данные МКБ.

## Пульпит
Рассмотрим следующее заболевание: пульпит.  В МКБ пульпит классифицируется в рамках раздела заболевания пульпы и там оно подразделяется на острое и хроническое воспаление.
Следующая категория — это воспаление пульпы с образованием абсцесса и некроз пульпы. Также указана категория: «Другие формы воспаления пульпы» и «Неуточнённый пульпит».
По Ереванской классификации пульпит подразделяется по характеру воспаления на острый и хронический. При остром происходит деление на: серозный и гнойный. Хронический делится на гипертрофический и атрофический. По степени воспаления делится на стадии: легкая, развивающаяся, терминальная.
По локализации воспаления: диффузный и ограниченный. По клиническим проявлениям: болезненный и бессимптомный. По осложнениям: абсцесс и цистозный пульпит. Даже идет разграничение по возрасту пациента: молочных и постоянных зубов.
В МКБ же указывается просто хронический пульпит или указывается как абсцесс пульпы, а гипертрофическая форма указывается как: «Пульпарный полип» — это лишь общие понятия. Для клинической практики важны более глубокие знания, поэтому наряду с МКБ стоматологами применяется более расширенная линейка стоматологических диагнозов.